# 松尾祐輔
松尾祐輔（日语：松尾 祐輔，1982年1月5日—），日本男性動畫師、人物設計師。 京都動畫出身。

## 來歷
早年進入京都動畫公司上班之後，2005年以《驚爆危機！The Second Raid》負責原畫出道。所屬期間一直以原畫工作參加《涼宮春日的憂鬱》、《Kanon》及《幸運☆星》。
2008年離開京都動畫，以自由動畫師身分持續參加動畫製作。2010年OVA動畫《BLACK★ROCK SHOOTER》是松尾第一次負責人物設定的作品。
之後，松尾以人物設定和總作畫監督的工作參加《前進吧！登山少女》和《偶像大師 灰姑娘女孩》。

## 作品列表

### 電視動畫
2005年
- 驚爆危機！The Second Raid（原畫）

2006年
- 涼宮春日的憂鬱 (2006年版)（原畫）
- Kanon（－2007年，原畫、OP&ED原畫）

2007年
- 幸運☆星（原畫）

2008年
- 二十面相少女（原畫）
- 超時空要塞F（原畫）
- 神薙（作畫監督、原畫、OP原畫）
- 鋼鐵新娘（作畫監督）

2009年
- 咲-Saki-（原畫）

2010年
- 空·之·音（原畫）
- WORKING!!（原畫）
- 戰國BASARA貳（原畫）
- 傳說的勇者的傳說（原畫）
- 侵略！花枝娘（原畫）

2011年
- 碎之星（作畫監督、原畫）
- BLEACH（OP14原畫）
- 偶像大師（作畫監督、原畫、作畫監督補佐、第4～5話ED佈局、原畫、OP1&OP2原畫、第2～5話ED原畫、第21話ED原畫）

2012年
- 創聖機械天使EVOL（原畫）
- 輕鬆百合♪♪（原畫、OP原畫、ED作畫監督&原畫）
- 武裝神姬（原畫）

2013年
- 前進吧！登山少女（人物設定、總作畫監督、作畫監督、原畫、ED1作畫監督）
- 旋風管家！Cuties （原畫）
- 戀愛研究所（原畫）

2014年
- WIZARD BARRISTERS ～弁魔士賽希爾（原畫）
- 前進吧！登山少女 Second Season（人物設定、總作畫監督、原畫、ED1作畫監督）
- CROSSANGE 天使與龍的輪舞（人物概念）

2015年
- 偶像大師 灰姑娘女孩（人物設定、作畫監督）

2016年
- 魔法少女什麼的已經夠了啦。（原畫、OP原畫）

2018年
- 前進吧！登山少女 Third Season（人物設定、總作畫監督）

2022年
- 前進吧！登山少女 Next Summit（人物設定）
- Do It Yourself!!（人物設定）

### OVA
2006年
- 驚爆危機！The Second Raid 特別版 OVA 戰隊長悠閒的一天（原畫）

2010年
- BLACK★ROCK SHOOTER（人物設定、作畫監督、原畫）
- 娘Cli Nyan×2 Music Clip（日语：娘クリ Nyan×2 Music Clip）（分鏡&演出&作畫監督&原畫）

2012年
- 新的世界（日语：アラタなるセカイ）（原畫）

2017年
- 前進吧！登山少女 回憶的贈禮（人物設定）

### 電影動畫
2009年
- 福音戰士新劇場版：破（第二原畫）
- 劇場版 超時空要塞F：虛空歌姬（日语：劇場版 マクロスF）（原畫）

2011年
- 劇場版 超時空要塞F：戀離飛翼（日语：劇場版 マクロスF）（原畫）

### 插圖
- THE IDOLM@STER ANIM@TION MASTER（日语：THE IDOLM@STER ANIM@TION MASTER）（2011年－2012年）
- （2012年－2013年）

### 遊戲
2009年
- 時空幻境 決鬥傳奇（日语：テイルズ オブ バーサス）（原畫）

2012年
- 偶像大師 閃耀祭典（原畫）

## 相關項目
- 日本動畫師列表